# Џон Флемстид
Џон Флемстид (енгл. John Flamsteed; 19. август 1646 — 31. децембар 1719) је био енглески астроном, члан Краљевског друштва и први Краљевски астроном. Он је каталогизирао преко 3000 звезда..

## Биографија
Флемстид је рођен Дарбију у Дарбиширу у Енглеској као једини син Стивена Флемстида и његове прве жене, Мери Спедмен. Школован је у бесплатној школи Дарбија, и школован је у школи Дарбија, у дворишту цркве Светог Петра у Дарбију, недалеко од места где је његов отац водио посао са сладом. У то време, већина старешина школе били су пуританци. Флемстид је имао солидно знање латинског језика, што је било кључно за читање литературе тог времена, и гајио је велику љубав према историји, мада је напустио школу у мају 1662. године.
Његов прелазак на Исусов Колеџ у Кембриџу, препоручен од стране старешине школе у Дарбију, био је одложен за неколико година због хроничне болести. Током тих година, Флемстид је помагао свом оцу у вођењу посла, и од свог оца је научио аритметику и употребу разломака, на тај начин развивши велико интересовање према математици и астрономији. У јулу 1662. године, био је одушевљен делом Јохана де Сакробоскоа De sphaera mundi, и 12, септембра је посматрао своје прво делимично помрачење Сунца. Почетком 1663. године, прочитао је „Уметност окретања“ (The Art of Dialling) што је покренуло интересовање за Сунчане часовнике. На лето 1663. Прочитао је Вингејтов „Топ“, „Топ“ Вилијама Огтреда, и „Уметност окретања“ (Art of Dialling) од Томаса Стирупа. Отприлике у исто време, дошао је у посед дела Astronomia Carolina, то јест нове теорије кретања небеских тела (Каролина табеле). Повезао се са локалном господом заинтересованом за астрономију, укључујући и Вилијама Личфорда, чија библиотека је уклучивала и дела астролога Џона Гадбурија која су укључивала астрономске табеле Џеремаје Хорокса, који је умро 1641. године. У двадесет другој години, Флемстид је био дубоко имресиониран (као и Исак Њутн) са делом Хорокса..
У августу 1665. године, у деветнаестој години и као поклон за његовог пријатеља Личфорда, Фламстид је написао свој први рад везан за астрономију, насловљен „Математички есеји“, у вези са дизајном, употребом и конструкцијом астрономског квадранта, укључујући табеле за географску ширину Дарбија.
У септембру 1670. године, Флемстид је посетио Кембриџ и уписао се као редован студент Исусовог колеџа. Иако се никада није преселио за стално, био је тамо два месеца 1674. године, и имао је прилику да чује „Лукасијанова предавања“ Исака Њутна.
Након постављења за декана, припремао се за живот у Дарбиширу када је позван у Лондон. Дана 4. марта 1675. године постављен је по краљевском налогу за „Краљевског астрономског посматрача“ – први енглески Краљевски астроном, са платом од 100 фунти годишње. У јуну 1675. године, новим краљевским налогом обезбеђено је оснивање Краљевске опсерваторије у Гриничу, и Флемстид је поставио камен темељац у августу. У фебруару 1676. године примљен је за члана Краљевског друштва, а у јулу преселио се у опсерваторију где је живео све до 1684. године, када је напокон постављен за свештеника у Бурстовској парохији у Сурију. Био је на том месту, као и на месту Краљвског астронома све до смрти. Сахрањен је у Бурстову, и источни прозор цркве је посвећен њему у част.
После његове смрти, његове радове и научне инструменте узела је његова удовица. Радови су враћени много година касније, али инструменти су нестали.

## Научни рад
Флемстид је прецизно прорачунао помрачења Сунца од 1666. до 1668. Одоговоран је за неке од најранијих записаних виђења планете Уран, коју је погрешно сврстао у звезде и каталогизирао као „34 Таури“. Прво од њих је из децембра 1690, које остаје најраније знано виђење Урана од стране астронома.
Датума 16. августа 1680. године Фламстед је каталогизирао звезду, 3 Cassiopeiae, коју каснији астрономи нису могли да потврде. Триста година касније, амерички астрономски историчар Вилијам Ешворт предложио је да је оно што је Флемстид уочио можда била најскорија супернова у историји галаксије, догађај који је оставио као остатак најјачи извор радио таласа изван Сунчевог система, познатом у трећем Кембиџовом каталогу као 3С 461 и уобичајено зван Cassiopeia A од стране астронома. Зато што се позиција „3 Cassiopeiae“ не поклапа у потпуности са оном од Касиопеје А, и зато што порачун уназад простирућег таласа који је повезан са том експолозијом доводи до године 1667. а не 1680, неки историчари мисле да је можда све што је Флемстид у ствари урадио било погрешно бележење позиције већ познате звезде.
Године 1681. Флемстид је предложио да две велике комете виђене у новембру и децембру 1680. године нису различита тела већ једна комета која је прво путовала ка Сунцу а онда од њега. Иако је Исак Њутн био први који се није сложио са Флемстидом, касије се сложио са њим и изнео теорију да се комете, као и планете, крећу око Сунца у великим затвореним елиптичним орбитама. Бесни Флемстид је касније сазнао да је Њутн стекао увид у његова опажања и податке уз помоћ Едмунда Халеја.
Као Краљевски астроном, Флемстид је провео неких четрдесетак година посматрајући и педантно бележећи податке за његов каталог звезда, који ће на послетку имати три пута већи број података него у Тихо Браховом звезданом атласу. Невољан да ризикује своју репутацију тако што би објавио непотврђене податке, држао је некомплетне податке сакривене у Гриничу. 1712. године, Исак Њутн, тада председник Краљевског друштва, и Едмунд Халеј су поново прибавили Флемстидове податке и објавили преписани зведани каталог. Флемстид је успео да прикупи три стотине од четиристо копија и спалио их. „Уколико би господин И.Њ. био разуман, учинио сам њему и Др Халеју велику усрдност“ , написао је свом асистенту Абрахаму Шарпу.
Године 1725 Флемстидова сопствена верзија „Historia Coelestis Britannica“ објављена је постхумно, уређена од стране његове жене, Маргарет. Она је садржала Флемстидова опажања као и каталог од преко 2935 звезда са много већом прецизношћу од било ког претходног дела. Сматрана је првим значајним доприносом Опсерваторији у Гриничу, и Флемстидове нумеричке ознаке које су накнадно додате француском издању и даље су у употреби.Године 1729. његова жена је објавила Atlas Coelestis, потпомогнута од стране Џозефа Кроствејта и Абрахама Шарпа, који су били одговорни за техничку страну.

## Почасти
- Члан Краљевског друштва (1676)
- Флемстид астрономско друштво је добило назив у част првог Краљевског астронома и припада Краљевској опсерваторији Гринич.
- Кратер Флемстид на Месецу је по њему добио име
- Астероид (4987) Флемстид добио је име њему у част.
- Бројне школе и колеџи у Дарбиширу добиле су име по њему. Научни блок у школи Џон Порт добио је име Флемстид као признање за његов научни рад. Јавна школа Џон Флемстид у Дарбију носи име по њему. Флемстидова кућа у школи Еклсбурн у Данфилду је такође по њему добила име.
- Почетком 2013. године Градско веће града Дарбија и Цивилно друштво града Дарбија објавили су да це подићи Плаву плакету њему у част у улици Квин у Дарбију.[11]